# Gastromyzon cranbrooki
Gastromyzon cranbrooki är en fiskart som beskrevs av Tan och Sulaiman 2006. Gastromyzon cranbrooki ingår i släktet Gastromyzon och familjen grönlingsfiskar. Inga underarter finns listade i Catalogue of Life.